# Arthur Newell Strahler
Arthur Newell Strahler (20 février 1918 - 6 décembre 2002) est un professeur de sciences de la Terre américain de l'université Columbia à New York qui est à l'origine en 1952 d'un classement des cours d'eau en fonction de la puissance de leurs affluents, selon le nombre de Strahler.
A.N. Strahler a fait très fortement évoluer la géomorphologie de la qualitative vers la quantitative, au cours du milieu du XXe siècle.

## Travaux significatifs
- Strahler, A. N. (1952). «Base de la géomorphologie dynamique". Geological Society of America Bulletin, 63: 923-938.
- Strahler, A. N. (1952). Analyse hypsométrique (Zone-Altitude) de la topographie d'érosion. Geological Society of America Bulletin 63: 1117-1142.
- Strahler, A. N. (1980). "Théorie des systèmes en géographie physique". Physical Geography 1: 1-27.
- Strahler, A. N. (1992). "Géomorphologie quantitative / dynamique à Columbia de 1945 à 1960: une rétrospective". Progress in Physical Geography 16: 65-84.

## Ouvrages
- Strahler, A. N. (1951). Physical geography. New York: Harper & Row.
- Strahler, A. N. (1960). Objective and Quantitative Field methods of terrain analysis. New York: Harper & Row.
- Strahler, A. N. (1963). Earth sciences. New York: Harper & Row.
- Strahler, A. N. (1965). Introduction to physical geography. New York: Harper & Row.
- Strahler, A. N. (1966). A geologist's view of Cape Cod. Natural History Press.
- Strahler, A. N. (1971). Earth sciences. New York: Harper & Row.
- Strahler, A. N. (1972). Planet Earth: its physical systems through geologic time. New York: Harper & Row.
- Strahler, A. N. (1973). Introduction of physical geography. New York: John Wiley.
- Strahler, A. N. (1974). Introduction to environmental science. New York: John Wiley.
- Strahler, A. N. (1976). Elements of physical geography. New York: John Wiley.
- Strahler, A. N. (1978). Modern physical geography. New York: John Wiley.
- Strahler, A. N. (1987). Science and Earth History: The Evolution/Creation Controversy. New York: John Wiley.
- Strahler, A. N. (1990). Plate tectonics. New York: John Wiley.